# Seven Hudson Square
Le Seven Hudson Square ou Robert A. Iger Building est un bâtiment commercial de 22 étages encore en construction situé dans le quartier Hudson Square de Manhattan, à New York. Il doit accueillir, une fois achevé, en 2025 le siège social  new-yorkais de la Walt Disney Company. 
Les travaux se sont achevés le 20 août 2024 et l'inauguration a lieu le 4 décembre 2024, avec pour nom officiel Robert A. Iger Building. 

## Historique

### Les anciens locaux Disney à New York
De 1983 à 2013, Disney louait plusieurs milliers de mètres carrés au 157 Columbus Avenue, juste de l'autre côté de la 67e rue. À partir de 1996, avec l'achat de American Broadcasting Company, Disney investit en partie les locaux d'ABC situés de part et d'autre de la West 66 Street. 
Le 17 octobre 2007, Disney Publishing déménage son siège social du 114 Cinquième Avenue à New York pour White Plains à 25 milles (40 km) au nord de la mégapole, dans un immeuble situé au 44 South Broadway. 175 employés doivent investir les nouveaux locaux mais une partie des employés dont des éditeurs continuent d'occuper ceux de la cinquième avenue. L'espace libéré a permis à Hyperion d'investir deux étages du 114 Cinquième Avenue. Le 24 avril 2012, Disney précise qu'au plus tard le 30 septembre, 100 employés de la direction et liés aux contenus numériques iront à Glendale tandis que 50 employés du Disney Book Group retourneront à New York à proximité des éditeurs. 

### 2018: Naissance du projet
Le 6 avril 2018, la société Silverstein annonce être en négociation avec American Broadcasting Company pour acheter le siège social new-yorkais situé sur la West 66 Street pour plus d'un milliard de dollars. Le 9 juillet 2018, la société Silverstein confirme acheter 9 bâtiments du siège d'ABC à New York pour 1,16 milliard d'USD grâce à un emprunt de 90 millions auprès de la Deutsche Bank. L'achat concerne le 125 West End Avenue, 7, 47, 77 et 320 West 66th Street, le 30 West 67th Street, les 147 et 149 Columbus Avenue, ainsi qu'un parking au West 64th Street mais pas le First Battery Armory. 

L'ancien siège de Disney, dans les locaux d'American Broadcasting Company
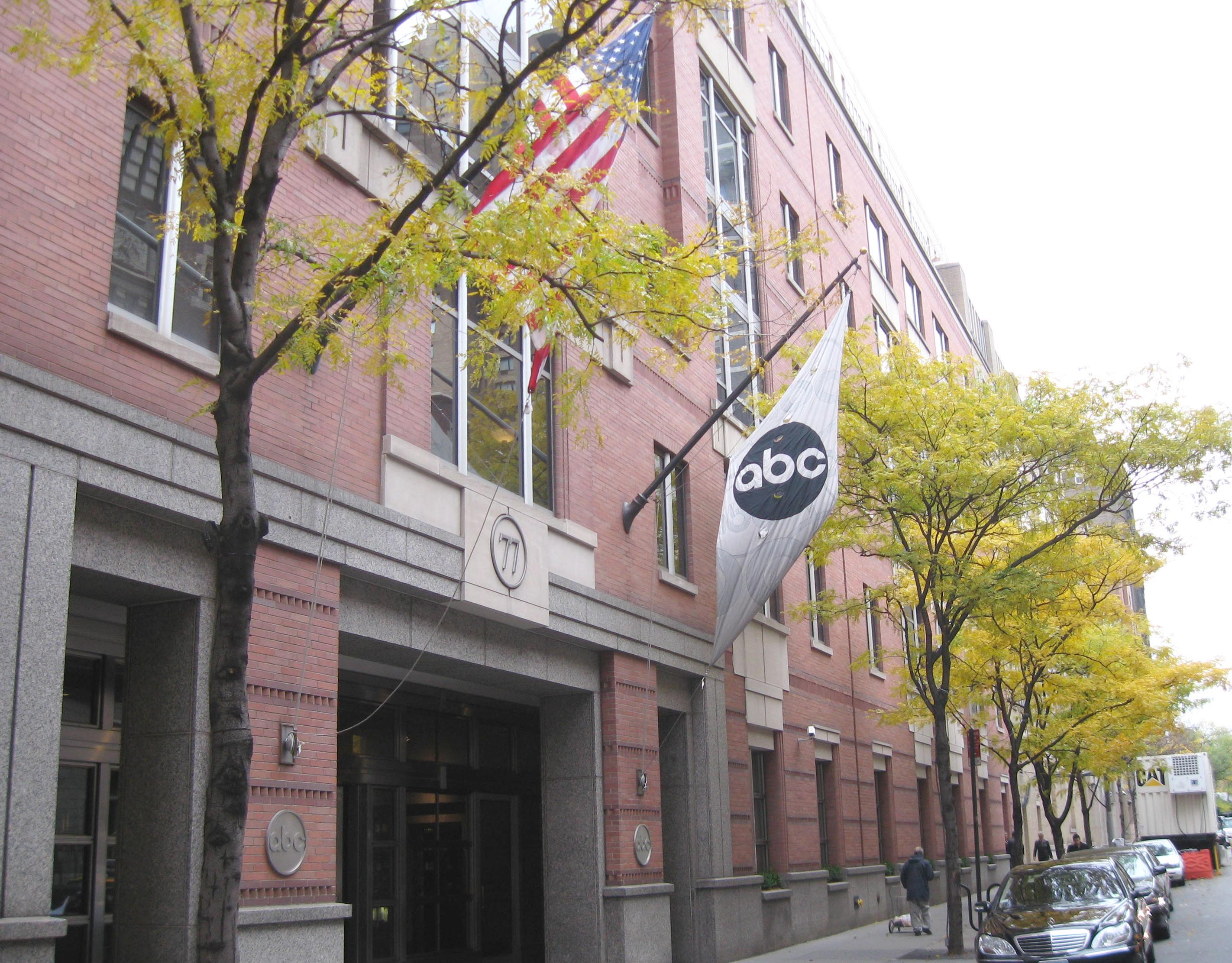
Entrée du siège officiel d'ABC au 77 West 66 Street
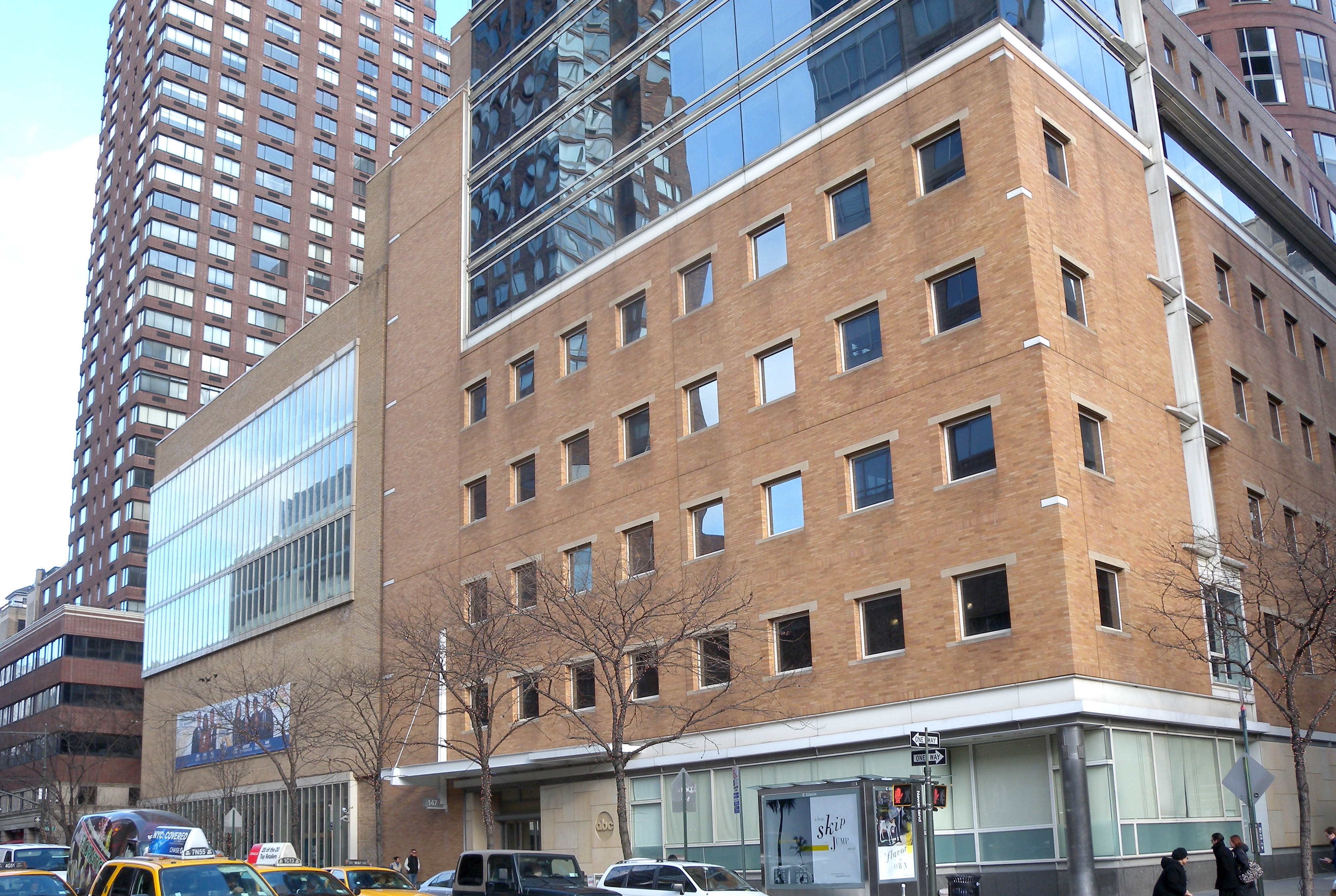
Bâtiments de WABC-TV au 149-155 Columbus Avenue et derrière le 157 Columbus Avenue.

Le 9 juillet 2018, le même jour que la vente du siège d'ABC à Silverstein , Disney annonce acheter un bloc à Hudson Square pour y faire son nouveau siège new-yorkais,,. Le 24 juillet 2018, le New York Post précise que les locataires du Four Hudson Square, ont jusqu'à 2019 pour quitter les lieux des futurs bureaux de Disney devant occupés un tour de plus de 100 000 m². La parcelle est un bloc complet délimité par les rues Varick Street, Vandam Street, Hudson Street et Spring Street,,.
Le 30 avril 2019, le site Commercial Observer publie un dossier sur le futur siège new-yorkais de Disney à New York dans Hudson Square. Le développement doit prendre 5 ans, avec la démolition des édifices existants et le futur site doit accueillir les bureaux d'ABC et la chaîne locale WABC-TV avec les studios de productions associés ainsi que ceux des émissions nationales The View ou Live with Kelly and Ryan. Le journaliste s'interroge sur les locaux newyorkais de la Fox à la suite de l'Acquisition de 21st Century Fox par Disney. En septembre 2019, le concepteur du projet pour le 137 Varick Street est nommé, c'est le cabinet d'architectes Skidmore, Owings and Merrill (SOM), projet porté par l'entreprise de construction Skanska. Le concept est dévoilé en novembre 2019 et consiste en deux tours de 19 étages avec des bâtiments plus petits de part et d'autre,. Le journaliste confirme que le projet porte deux noms, le 137 Varick Street et le Four Hudson Square.

### 2020-2022: Construction
La démolition des précédentes constructions s'achève en juillet 2020, l'excavation pour la construction des fondations est en cours en octobre 2020 tandis que les fondations progressent en mars 2021.
En août 2021, les sous-sols sont achevés et l'édifice commence à se construire au-dessus du niveau du sol. Les détails du projet sont annoncés comme les tours qui font désormais 22 étages, 338 pieds (103 m) de haut. Les rendus disponibles représentent l'édifice comme étant composé « d'une paire symétrique de tours avec à son sommet une esplanade. Une série de décrochements mène progressivement au sommet de chaque tour et offre des terrasses extérieures aux occupants. L'enveloppe semble être composée de panneaux de terre cuite vert pâle, de finitions en bronze et de grands panneaux carrés de verre du sol au plafond ». Le siège social comportera plusieurs studios de cinéma et de production télévisuelles, des bureaux et des commerces de détail au rez-de-chaussée grâce à des étages allant jusqu'à 85 000 pieds carrés (7 896,76 m2).
Le 13 avril 2022, une cérémonie est donnée pour avoir atteint le point le plus élevé de la construction.
Le 18 avril 2023, la façade en terracotta est presque achevée et les grues de constructions ont été démontées.
En octobre 2023, Disney annonce que les émissions d'ABC News et Good Morning America quitteront les studios de Times Square utilisés depuis 1999 pour rejoindre en 2025 le siège d'Hudson Square.
Le 20 août 2024, les travaux s'achèvent mais l'édifice prend le nom de Seven Hudson Square. Le 4 décembre 2024, l'édifice est inauguré et prend pour nom officiel Robert A. Iger Building,. 